# Arvi
Arvi este un oraș în Maharashtra, India.